# PZL Mielec M28

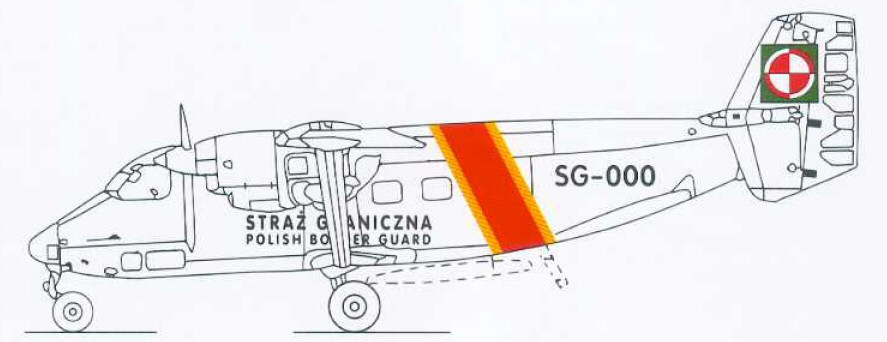
PZL M28B Bryza

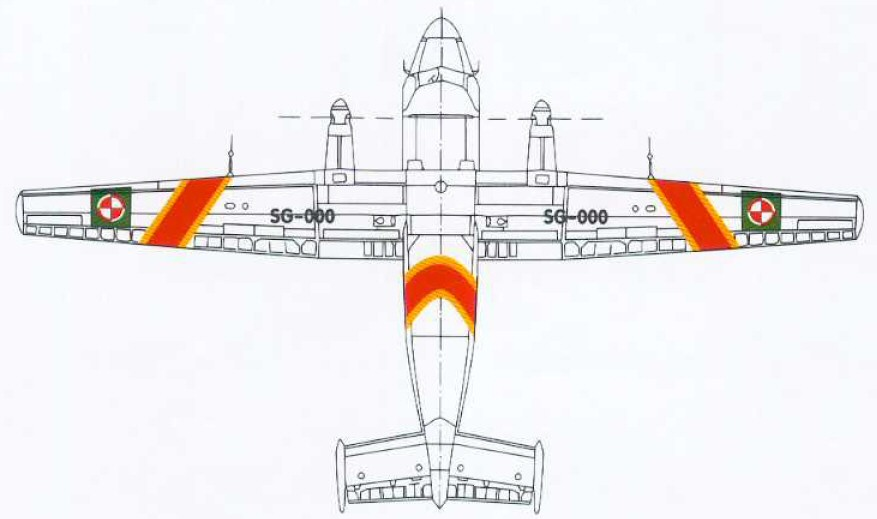
PZL M28B Bryza

Il PZL Mielec M28 (conosciuto anche con il nome Skytruck) è un aereo da trasporto leggero progettato e prodotto dall'azienda aeronautica polacca Polskie Zakłady Lotnicze, sviluppato dall'Antonov An-28. Possiede capacità STOL ed è impiegato sia in ambito militare che civile.

## Storia del progetto
Negli anni sessanta l'OKB (ufficio di progettazione) Antonov diede inizio allo studio di aereo da trasporto leggero a breve raggio con cui rimpiazzare i vecchi e diffusissimi An-2 Colt. Si progettò, quindi, un piccolo bimotore dall'architettura classica e solida, capace di operare da piste brevi e sommariamente attrezzate. Nacque così l'Antonov An-14.
Però l'An-14 Ptchelka (piccola ape) non riscontrò il successo che l'azienda ucraina aveva programmato. Quindi qualche anno dopo realizzò una versione ingrandita e migliorata del Ptchelka, designata An-28, che cessò di essere prodotta nel 1973.
Nel 1978 la produzione dell'An-28 venne trasferita dagli stabilimenti sovietici dell'Antonov all'azienda polacca Polskie Zakłady Lotnicze. Tuttavia il primo An-28 di produzione interamente polacca venne portato in volo il 22 luglio 1984.
Questo primo modello non differiva molto da quello prodotto in Unione Sovietica dall'Antonov. Esso era equipaggiato da una coppia di motori turboelica PZL-10S, versione locale degli originali sovietici TVD-10B, ed assunse semplicemente la designazione PLZ-Mielec An-28.
Dopo la dissoluzione dell'Unione Sovietica, l'Antonov abbandonò la produzione del piccolo velivolo STOL e la PZL-Mielec oltre a costruirlo su licenza ne sviluppò un nuovo modello, appunto l'M-28, battezzandolo con il nome Skytruck. L'azienda polacca apportò al progetto dell'Antonov sostanziali migliorie alla fusoliera, all'ala e agli apparati avionici. Queste modifiche hanno fatto sì che anche se l'M-28 sia figlio dell'An-28, i due aeroplani sono due macchine oramai ben distinte.
Il prototipo dell'M-28 ha volato per la prima volta il 24 luglio 1993. Questo velivolo è capace di trasportare dai 12 ai 18 passeggeri, a seconda della configurazione interna adottata.
Successivamente l'azienda polacca sviluppò una versione navalizzata dello Skytruck designata Bryza.
Alla fine del 2006 risultavano prodotti dalle linee di montaggio della PZL-Mielec circa 150 esemplari di M-28 Skytruck/Bryza, ma la produzione è ancora in funzione e sono in corso diverse trattative di vendita a clienti civili e a organi governativi e militari.
Nel frattempo presso gli uffici di progettazione dell'azienda polacca fervono i lavori di studio di una nuova versione dello Skytruck, nota provvisoriamente come M-28+ caratterizzata da una fusoliera allungata e altre migliorie minori.

## Versioni
- M-28 Skytruck: si tratta della prima versione entrata in produzione. Caratterizzata da una fusoliera ridisegnata e nuove ali, nuovi motori Pratt & Whitney Canada PT6A-65B abbinati ad eliche a cinque pale Hartzell HC-B5MP-3M10876ASK, avionica migliorata di produzione occidentale e altre modifiche minori.
- M-28B Bryza: variante militare adottata dalla forza aerea polacca e dalla componente aerea della marina militare della Polonia, simile allo Skytruck, ma equipaggiato con i motori PZL-10S (versione polacca delle turbine Glushenkov TVD-10B russe).
- M-28+: versione allungata con prestazioni e capacità di carico aumentate.

## Utilizzatori

### Civili
Colombia
- Latina de Aviación

operò (almeno) con un esemplare ordinato nel 1996.

### Governativi
Costa Rica
- Servicio de Vigilancia Aérea - Fuerza Pública

2 C-145A donati dall'USAF.

### Militari
Ecuador
- Ejército Ecuatoriano

1 M-28 ordinato e consegnato ad agosto 2018.
 Estonia
- Eesti õhuvägi

2 C-145A donati dall'USAF, tutti consegnati al dicembre 2019.
 Germania
- Bundeswehr[12]

2 (con accesso ai civili)
 Giordania
- Al-Quwwat al-Jawwiyya al-malikiyya al-Urdunniyya

1 M28 EW e 1 M28 da trasposto consegnati, tutti in servizio al gennaio 2021.
 Indonesia
- Tentara Nasional Indonesia Angkatan Udara

 Kenya
- Kenya Air Force

3 C-145A ex USAF ordinati nel 2016, il primo dei quali è stato consegnato a febbraio 2021. Secondo esemplare consegnato a fine giugno 2021.
 Nepal
- Servizio aereo del Regio esercito nepalese

2 esemplari ex Siły Powietrzne donati dalla Polonia nel 2004, uno dei quali si è schiantato nel 2017, mentre il secondo è stato ritirato dal servizio. Ulteriori 2 esemplari ex USAF sono stati ordinati a marzo 2019 e sono stati consegnati a partire dal dicembre dello stesso anno. Il 3 febbraio 2023 sono stati ordinati alla polacca PZL Mielec ulteriori 2 M28 che saranno consegnati entro aprile 2025.
 Polonia
- Siły Powietrzne

23 tra M28B, M28P e M28TD in organico all'aprile 2023, tre dei quali utilizzati come addestratori per i piloti destinati alla linea plurimotori.
- Marynarka Wojenna

7 M-28B-1R da pattugliamento marittimo, 1 M-28B-1RM per sorveglianza antisommergibile e 6 M-28B da trasporto consegnati. L'unico M-28B-1RM da sorveglianza antisommergibile, consegnato dal 2008, sebbene equipaggiato solo con bie-sonar, FLIR e sistemi di scoperta, ma privi di armamento.
 Stati Uniti
- Air Force Special Operations Command
  - 6th Special Operations Squadron

18 An-28 (C-145A per l'USAF) consegnati a partire dal 2009. 5 in servizio a tutto il 2018, due dei quali saranno donati all'Aeronautica estone, tre alla Kenya Air Force,  due alla Nepalese Air Force e due al Servicio de Vigilancia Aérea - Fuerza Pública di Costa Rica.
 Venezuela
- Ejército Nacional de la República Bolivariana de Venezuela

24 esemplari in servizio al settembre 2018, 11 dei quali appartengono all'esercito e 13 alla Guardia Nacional.
 Vietnam
- Không Quân Nhân Dân Việt Nam

opera con 9 esemplari di M-28 Skytruck.

## Incidenti
- 31 marzo 2009: un M-28 dell'aviazione polacca precipita a Gdynia, Polonia, durante una simulazione di atterraggio con un solo motore. Muoiono i quattro occupanti.[26]

## Velivoli comparabili
Israele
- IAI Arava;

 Regno Unito
- Short SC.7 Skyvan;

 Spagna
- CASA C-212 Aviocar;